# České ligy ledního hokeje žen 2023/2024
Ženských soutěží v ledním hokeji se v Česku v sezóně 2023/2024 zúčastnilo 19 týmů. Týmy byly, stejně jako v předchozí sezóně, rozděleny do dvou výkonnostních úrovní - Extraliga žen a 1. liga žen. Extraligu žen hrálo pět družstev čtyřkolově každý s každým. 1. liga žen byla rozdělena na skupinu A (Čechy) a B (Morava). Ve skupině A hrálo šest týmů čtyřkolově každý s každým a ve skupině B osm týmů tříkolově každý s každým.
O titul Mistr České republiky v kategorii žen hrály týmy umístěné na prvním až čtvrtém místě v Extralize žen systémem playoff. O postup do Extraligy žen hrály týmy umístěné na prvním místě v 1. lize žen skupiny A a B na dvě vítězná utkání.
Titul Mistr České republiky obhájilo družstvo HC Příbram. Do Extraligy žen pro sezónu 2024/2025 postoupil tým HC Roudnice nad Labem.

## Extraliga žen
V Extralize žen startovalo pět týmů. Původně mělo dojít k rozšíření soutěže ze čtyř na šest účastníků, avšak družstvo HC Bobři Valašské Meziříčí, vítěz skupiny B 1. ligy žen v předchozí sezóně, do Extraligy nepodalo přihlášku. Tým HC Litvínov postoupil práva na účast družstvu SK Kadaň.
V playoff hrál první tým se čtvrtým ze základní skupiny a druhý tým se třetím na dvě vítězná utkání. Vítězné týmy hrály finále o titul Mistra České republiky.
| P  | Tým                      | Z  | V  | VP | PP | P  | Skóre  | B  |
| -- | ------------------------ | -- | -- | -- | -- | -- | ------ | -- |
| 1. | HC Příbram               | 16 | 15 | 1  | 0  | 0  | 131:37 | 47 |
| 2. | HC FALCONS SOKOL Karviná | 16 | 8  | 0  | 2  | 6  | 76:62  | 26 |
| 3. | SK Kadaň                 | 16 | 7  | 1  | 0  | 8  | 79:89  | 23 |
| 4. | HC 2001 Kladno           | 16 | 5  | 1  | 1  | 9  | 61:80  | 18 |
| 5. | HC Berounské Lvice       | 16 | 1  | 1  | 1  | 13 | 52:131 | 6  |

#### Semifinále
HC 2001 Kladno - HC Příbram 0:2 na zápasy
- HC Příbram - HC 2001 Kladno 6:0
- HC 2001 Kladno - HC Příbram 1:9

SK Kadaň - HC FALCONS SOKOL Karviná 0:2 na zápasy
- HC FALCONS SOKOL Karviná - SK Kadaň 3:0
- SK Kadaň - HC FALCONS SOKOL Karviná 3:7

#### O 3. místo
HC 2001 Kladno - SK Kadaň 0:2 na zápasy
- SK Kadaň - HC 2001 Kladno 6:4
- HC 2001 Kladno - SK Kadaň 3:7

#### Finále
HC FALCONS SOKOL Karviná - HC Příbram 0:2 na zápasy
- HC Příbram - HC FALCONS SOKOL Karviná 4:0
- HC FALCONS SOKOL Karviná - HC Příbram 1:5

## 1. liga žen skupina A
Ve skupině A v 1. lize žen hrálo šest týmů systémem čtyřikrát každý s každým. Vítězem skupiny se stal tým HC Roudnice nad Labem, který hrál o postup do Extraligy žen.
| P  | Tým                                | Z  | V  | VP | PP | P  | Skóre  | B  |
| -- | ---------------------------------- | -- | -- | -- | -- | -- | ------ | -- |
| 1. | HC Roudnice nad Labem              | 20 | 20 | 0  | 0  | 0  | 197:24 | 60 |
| 2. | HC TJ Tesla Centralplast Pardubice | 19 | 14 | 1  | 0  | 4  | 150:50 | 44 |
| 3. | HC Energie Karlovy Vary            | 19 | 8  | 2  | 2  | 7  | 76:83  | 30 |
| 4. | TJ Bílí Tygři Liberec              | 20 | 8  | 0  | 1  | 11 | 77:105 | 25 |
| 5. | HC Kobra Praha                     | 20 | 3  | 0  | 1  | 16 | 34:153 | 10 |
| 6. | HC Děčín                           | 20 | 1  | 2  | 1  | 16 | 26:145 | 8  |

## 1. liga žen skupina B
Ve skupině B v 1. lize žen hrálo sedm týmů systémem třikrát každý s každým. Vítězem skupiny se stal tým HC Bobři Valašské Meziříčí, který hrál o postup do Extraligy žen.
| P  | Tým                        | Z  | V  | VP | PP | P  | Skóre  | B  |
| -- | -------------------------- | -- | -- | -- | -- | -- | ------ | -- |
| 1. | HC Bobři Valašské Meziříčí | 18 | 17 | 0  | 0  | 1  | 128:17 | 51 |
| 2. | HC Lvi Břeclav             | 18 | 15 | 0  | 0  | 3  | 117:34 | 45 |
| 3. | Hokejový klub Opava        | 18 | 9  | 1  | 1  | 7  | 88:62  | 30 |
| 4. | HC Blansko                 | 18 | 6  | 1  | 3  | 8  | 67:77  | 23 |
| 5. | HC Uničov                  | 18 | 7  | 1  | 0  | 10 | 52:63  | 23 |
| 6. | WHC Valkyries Brno         | 18 | 4  | 2  | 1  | 11 | 49:68  | 17 |
| 7. | HC REBELS 2017 Prostějov   | 18 | 0  | 0  | 0  | 18 | 16:196 | 0  |

## O postup do Extraligy žen
O postup do Extraligy žen hrál na dva vítězné zápasy první tým skupiny A 1. ligy žen s prvním týmem skupiny B 1. ligy žen.
HC Bobří Valašské Meziříčí - HC Roudnice nad Labem 0:2 na zápasy
- HC Roudnice nad Labem - HC Bobří Valašské Meziříčí 5:1
- HC Bobří Valašské Meziříčí - HC Roudnice nad Labem 2:4